# إحكي يا شهرزاد (فلم)
إحكي يا شهرزاد فيلم مصري من إنتاج العام 2009 من تأليف وحيد حامد وإخراج يسري نصر الله، وبطولة منى زكي، محمود حميدة وحسن الرداد. الفيلم عرض في نحو 60 دار عرض في مصر في أواخر يونيو.

## قصة الفيلم
يتناول الفيلم عدد من القصص لنساء يخضعن لحالة من القهر النفسي أو الجنسي أو الاجتماعي التي تعبر عن حالة من التناقض أو الازدواجية في المجتمع. وتدور القصة حول مذيعة تلفزيونية مهتمة بقضايا المرأة (منى زكي) التي يشب بينها وبين زوجها خلافات كثيرة نظرا للقضايا التي تطرحها، وفيما زوجها ينتظر نقلة في حياته لتولي منصب رئيس تحرير لجريدة قومية حيث يقوم بالتدخل في عملها ويطالبها بتغيير نوعية الموضوعات التي تقدمها لأنها تزعجه في عمله وتؤثر في ترقيته، مما يجعلها تحاول ارضائه، إلا أنها تفشل في أن تقدم نوع مختلف من الموضوعات التي تحتاج إلى تحقيقات واختيار موضوعات معينة بعناية تامة فتحدث العديد من الاختلافات بينهما.

## نجاح الفيلم
حقق الفيلم بعد أسبوعين من عرضه مبلغ 12.200.000 جنيه مصري، مما عكس نجاحه الجماهيري بالرغم من تعرض نجمته منى زكي لحملة انتقادات ودعوات لمقاطعة فيلمها حيث اتهمها البعض بأنها تخلت عن مبدأ ما يطلق عليها «السينما النظيفة» وقدمت مشاهد ساخنة ومارست الجنس فيه عارية حسب تقييمهم لإعلان الفيلم، وقد ظهرت مجموعات على موقع الفيس بوك تطالب بمقاطعة فيلمها لكن منى وصانعو الفيلم دافعوا عنه وأكدوا أنه يتناول قضايا المرأة وأن المشاهد ضمن قصة وأحداث الفيلم.

## أراء الجمهور
هناك من فضل عدم دخول الفيلم نظراً لأراء النقاد عنه وهناك من فضل أن يشاهده ليحكم بنفسه.
وانقسمت آراء الجمهور بين الإعجاب بأداء مني زكي والإشادة بتناول الفيلم لمعاناة الإناث في وسط مجتمع ذكوري من خلال ثلاث قصص متنوعة بالإضافة لتناول الإنتهازية الواضحة (دور حسن الرداد - زوج منى زكي) ومحاولة التحكم في دور المذيعة من خلال الزوج مما يعكس الدور الإنتهازي للدولة من خلال استغلال الأفراد للتحكم في الأفراد الآخرين وبين اتهام البعض الفيلم بالملل والإثارة الجنسية والقيام ببعض المشاهد الخادشة للحياء.

## طاقم العمل
- منى زكي
- محمود حميدة
- حسن الرداد
- حسين الإمام
- سوسن بدر
- سناء عكرود
- شادي خلف
- محمد رمضان
- رحاب الجمل
- هياتم
- سلوى محمد علي
- أحمد فؤاد سليم
- ناهد السباعي
- نسرين أمين
- ريهام سالم
- محمد فريد
- فاطمة ناصر
- تميم عبده
- ألفت سكر
- ثريا إبراهيم
- سامح أبو الغار